# Lorenzo Peretti
Lorenzo Peretti (Buttogno, 7 aprile 1774 – Buttogno, 15 giugno 1851) è stato un pittore italiano.

## Biografia
Figlio di Carlo Giuseppe Peretti, già affermato pittore vigezzino, Lorenzo iniziò a esercitarsi nella pittura presso lo studio di Giacomo Rossetti a Santa Maria Maggiore. Si trasferì a Torino per completare i suoi studi presso l'Accademia di Belle Arti sotto la guida di Laurent Pêcheux. La sua grande abilità gli valse il titolo di pittore e restauratore della Casa Reale.
Tornato nel paese natale ricevette diverse committenze per gli edifici sacri della sua valle, ma anche per luoghi più lontani come i dipinti nella parrocchiale di Costigliole d'Asti.
La sua pittura, quasi sempre di carattere sacro, si colloca nella tradizione tardo settecentesca, con influenze neoclassiche.

## Opere
- A Costigliole d'Asti presso la chiesa di Nostra Donna di Loreto Peretti dipinge nella volta della navata alcune scene dell'Antico e Nuovo Testamento (Mosè con le tavole della legge, l'ascensione di Cristo, l'incoronazione della Madonna, l'adorazione del Santissimo Sacramento) oltre a scene della vita dei Santi (la gloria di sant'Ignazio di Loiola, Santa Polissena, San Siro).
- A Ludiano (Serravalle CH) nella chiesa parrocchiale di San Secondo Peretti dipinge nell'anno 1800 diversi cicli. Sulle pareti laterali del coro: Martirio di S. Secondo e Battesimo di S. Secondo. Nella cappella del fonte: Battesimo di Cristo. Nella cappella della Madonna: due ovali sulle pareti con S. Agostano e S. Monaca. Nella cappella di S. Carlo: sull'altare, S. Carlo in paramenti pontificali; sulle pareti, due ovali con S. Antonio da Padova e S. Giacomo. Sulla porticina di destra: S. Giuseppe in nicchia prospettica. Gli affreschi sono firmati ed in ottimo stato di conservazione.
- Nel suo paese natale, Buttogno, nel 1803 dipinge nella chiesa di San Lorenzo la volta centrale col Trionfo di S. Lorenzo martire. Sulla parete a nord della sua casa in Buttogno, esegue un affresco con otto figure di Santi.

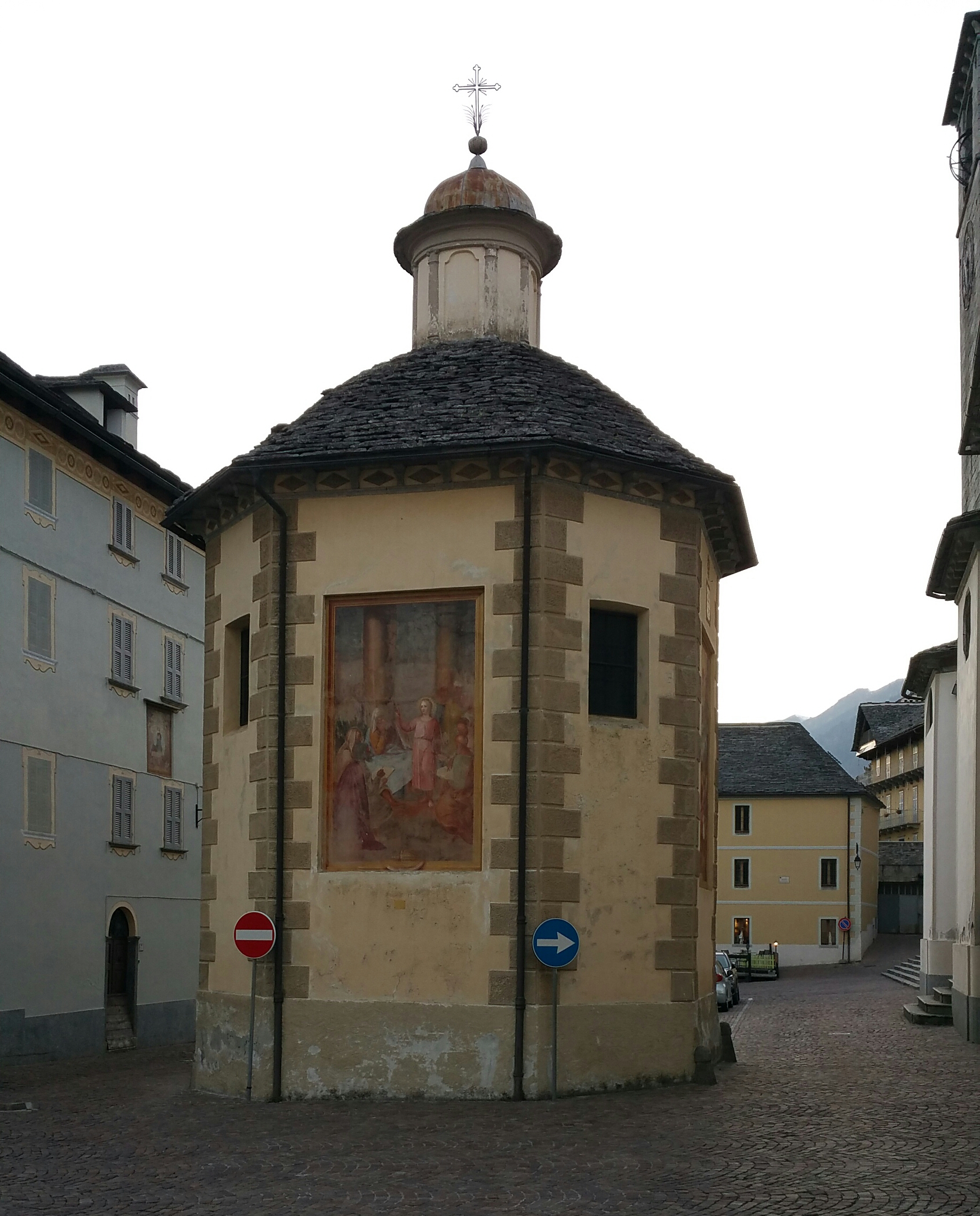
Esterno del battistero di Craveggia con gli affreschi del Peretti.

- Nel 1825 a Novara nella chiesetta di Ognissanti (inizio XII secolo) affresca la cupola con una Madonna assunta e diversi Santi nei quattro lati del tiburio; nei pennacchi raffigura i quattro Evangelisti e nell'abside stende una composizione di Angeli musicanti e Cherubini. Nel 1953 alcuni restauri hanno eliminato i pesanti adattamenti di epoca barocca e con essi gli affreschi del Peretti.
- A Domodossola nella chiesa collegiata dei Santi Gervasio e Protasio dipinge le tre grandi cupole: nella prima, S. Carlo, S. Feliciano, S. Antonio (?), S. Biagio, S. Marta e S. Maria Maddalena; nei pennacchi, gli Evangelisti. Nella seconda: Maria ricevuta in Cielo da Gesù, con S. Giuseppe, S. Isaia, S. Giovanni Battista, S. Davide; nei pennacchi: le Virtù cardinali. Nella terza: Maria incoronata dalla Trinità; nei pennacchi: i dottori S. Ambrogio, S. Agostino, S. Gregorio, S. Leone. La pinacoteca Gallettí conserva il disegno per un catino di chiesa, ispirato da uno della collegiata, ma datato 1836.

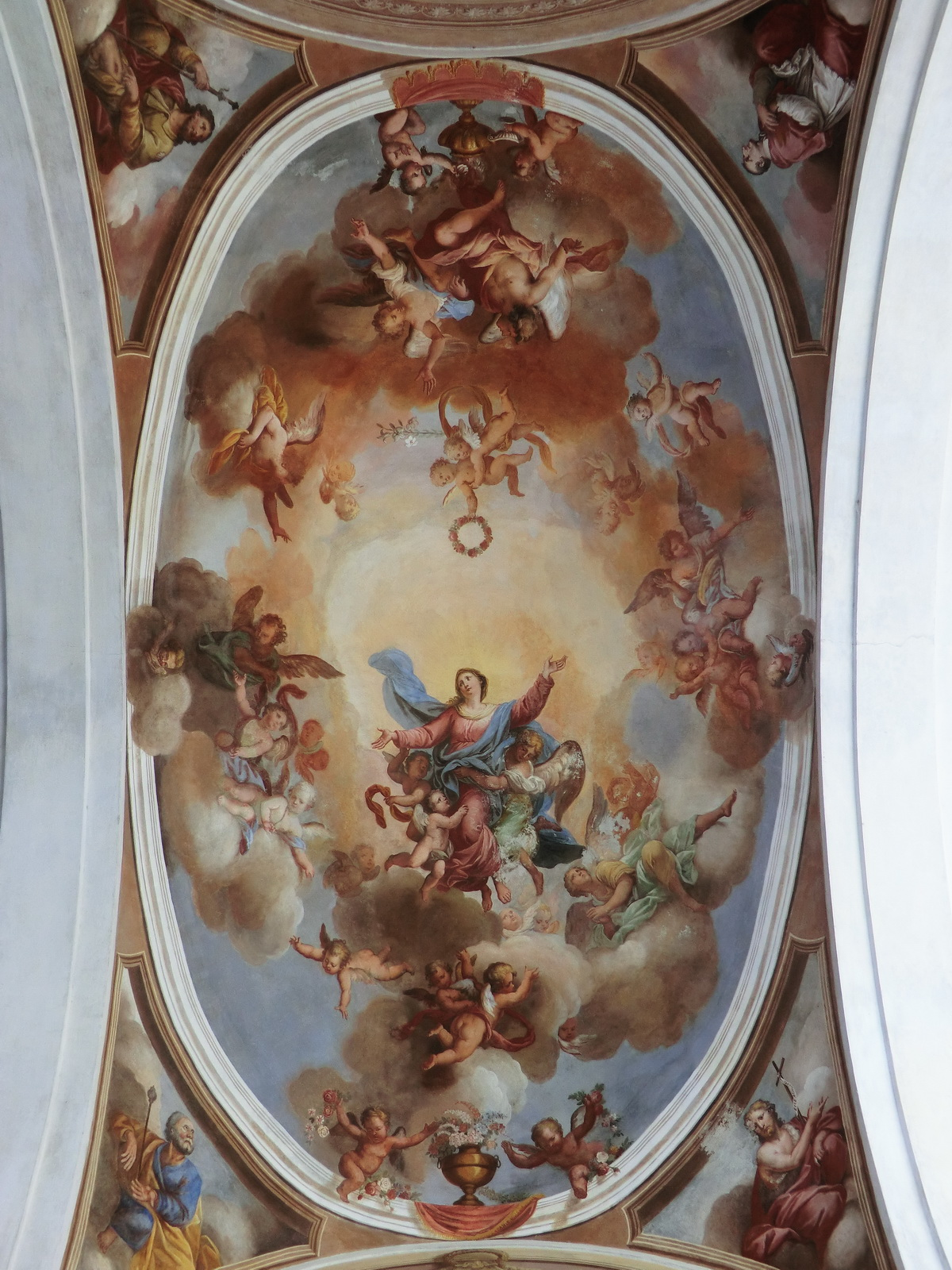
Assunzione della Vergine, Chiesa della Madonna Assunta, Santa Maria Maggiore.

- A Craveggia nel 1834 decora il portico della chiesa parrocchiale dei santi Giacomo e Cristoforo dipingendo nel catino la Trinità e nelle lunette S. Faustino e S. Marta. Sempre a Craveggia presso l'oratorio di Santa Marta nel 1836 affresca la Gloria di Santa Marta e Maria, e la Resurrezione di Lazzaro. All'esterno, sui tre lati del battistero sono rappresentati Gesù fanciullo fra i dottori, l'Immacolata tra un gruppo di scolari devoti, la scena del Sinite parvulos, ancora ben conservati nonostante siano esposti alle intemperie.
- A Toceno nel 1840 nel presbiterio della chiesa parrocchiale di Sant'Antonio Abate esegue una Natività di Gesù e l'Adorazione dei magi.
- Presso la chiesa di Santa Maria Assunta a Santa Maria Maggiore affresca nel 1840 il catino del portico di facciata con l'Assunzione della Vergine e nei pennacchi, S. Giovanni Battista, S. Carlo Borromeo, S. Rocco, S. Giuseppe.
- Nella Chiesa di Santa Margherita, a Meina, si trovano tre affreschi del Peretti: S. Ambrogio contro i pagani di Defendente Peracino (1817), Gloria di S. Margherita e S. Carlo e gli appestati.